# Campionats del món de ciclocròs de 1987
Els Campionats del món de ciclocròs de 1987 foren la 38a edició dels mundials de la modalitat de ciclocròs i es disputaren el 24 i 25 de gener de 1987 a Mladá Boleslav, Txecoslovàquia. Foren tres les proves disputades.

## Resultats
| Prova         | Or                 | Plata             | Bronze              |
| Cursa elit    | Klaus-Peter Thaler | Danny De Bie      | Christophe Lavainne |
| Cursa amateur | Mike Kluge         | František Klouček | Roman Kreuziger     |
| Cursa júnior  | Marc Janssens      | Ralph Berner      | Tomas Port          |

## Classificacions

### Classificació de la prova elit
| Pos. | Ciclista            | País          | Temps           |
| ---- | ------------------- | ------------- | --------------- |
|      | Klaus-Peter Thaler  | RFA           | 1 h 08 min 04 s |
|      | Danny De Bie        | Bèlgica       | + 0:18          |
|      | Christophe Lavainne | França        | + 1:20          |
| 4    | Hennie Stamsnijder  | Països Baixos | + 1:23          |
| 5    | Volker Krukenbaum   | RFA           | + 1:38          |
| 6    | Frank van Bakel     | Països Baixos | + 2:13          |
| 7    | Rein Groenendaal    | Països Baixos | + 2:15          |
| 8    | Albert Zweifel      | Suïssa        | + 2:32          |
| 9    | Paul De Brauwer     | Bèlgica       | + 2:37          |
| 10   | Claude Michely      | Luxemburg     | + 2:39          |

### Classificació de la prova amateur
| Pos. | Cycliste           | Pays           | Temps           |
| ---- | ------------------ | -------------- | --------------- |
|      | Mike Kluge         | RFA            | 1 h 03 min 40 s |
|      | František Klouček  | Txecoslovàquia | + 0:03          |
|      | Roman Kreuziger    | Txecoslovàquia | + 0:05          |
| 4    | Martin Hendriks    | Països Baixos  | + 0:11          |
| 5    | Christian Redomski | RFA            | + 0:14          |
| 6    | Petr Klouček       | Txecoslovàquia | + 0:24          |
| 7    | Bruno Lebras       | França         | + 0:38          |
| 8    | Hansruedi Büchi    | Suïssa         | + 0:43          |
| 9    | Peter Müller       | Suïssa         | + 0:58          |
| 10   | Alex Moonen        | Bèlgica        | + 1:09          |

### Classificació de la prova júnior
| Pos. | Cycliste               | Pays           | Temps       |
| ---- | ---------------------- | -------------- | ----------- |
|      | Marc Janssens          | Bèlgica        | 48 min 46 s |
|      | Ralph Berner           | RFA            | + 0:26      |
|      | Tomáš Port             | Txecoslovàquia | + 0:40      |
| 4    | Kurt De Roose          | Bèlgica        | + 1:03      |
| 5    | Luca Bramati           | Itàlia         | + 1:03      |
| 6    | Daniel Van Steenbergen | Bèlgica        | + 1:23      |
| 7    | Pavel Camrda           | Txecoslovàquia | + 1:27      |
| 8    | Kamil Polák            | Txecoslovàquia | + 1:42      |
| 9    | Wim de Vos             | Països Baixos  | + 1:58      |
| 10   | Kai Hundertmarck       | RFA            | + 2:05      |

## Medaller
| Pos. | País           | Or | Plata | Bronze | Total |
| 1    | RFA            | 2  | 1     | 0      | 3     |
| 2    | Bèlgica        | 1  | 1     | 0      | 2     |
| 3    | Txecoslovàquia | 0  | 1     | 2      | 3     |
| 4    | França         | 0  | 0     | 1      | 1     |